# Arnold Leeflang
Arnoldus (Arnold) Leeflang (Rotterdam, 26 januari 1871 - aldaar, 27 september 1942) was een Nederlands beeldhouwer.

## Leven en werk
Leeflang werd geboren in Rotterdam als zoon van timmerman Hendrik Leeflang en Petronella Theodora van der Meulen. Hij werd opgeleid tot stukadoor, vanaf 1892 werkte hij als uitvoerder in Keulen. In 1909 keerde Leeflang terug naar Nederland en werd hij genaturaliseerd. Hij kreeg les van Kees Oosschot aan de Teekenschool voor Kunstambachten in Amsterdam (1913-1914). In 1914 vestigde hij zich weer in Rotterdam. Hij was er de volgende jaren als hoofdbeeldhouwer voor ornamentele details betrokken bij de bouw van het stadhuis van Rotterdam aan de Coolsingel.
Leeflang was getrouwd met Anna Petronella Stobbaerts (1870-1935) uit Borgerhout. Hij overleed in 1942, op 71-jarige leeftijd, en werd begraven op de rooms-katholieke begraafplaats St. Laurentius.

## Werken (selectie)
- 1914-1915 modellen voor granieten beeldhouwwerk voor het gebouw van Jan Verheul voor de Nederlandsche Handel-Maatschappij aan de Zuidblaak 72, Rotterdam. Vernietigd bij het bombardement op Rotterdam.[4]
- 1915-1920 beeldhouwwerk stadhuis van Rotterdam, voor interieur (kapitelen op de kolommen) en exterieur: scheepstimmerman, zeilmaker, elektricien, figuren op draagpijlers van de balkons, beeldhouwwerk voor de portiek van de politiepost en de koppen in de voorsprongen van de binnenplaats van Psyche, Wetenschap, Kunst en Nijverheid (m.m.v. W.A. Beker, H. Schallenberg en P.J.W. van Berkel)
- 1917-1919 deel van het beeldhouwwerk voor de Sint-Luciastichting, Aert van Nesstraat 29, Rotterdam

- Biografisch Portaal: 52534171
- RKD-Nederlands Instituut voor Kunstgeschiedenis: 346210